# Smittia contingens
Smittia contingens är en tvåvingeart som först beskrevs av Walker 1856.  Smittia contingens ingår i släktet Smittia och familjen fjädermyggor. Inga underarter finns listade i Catalogue of Life.